# Benczúr Gyula (orvos)
Nemes Benczúr Gyula (München, 1879. március 31. – Budapest, 1961.
június 23.) magyar orvos, belgyógyász, balneológus, reumatológus, egyetemi tanár, a Gellért gyógyfürdő vezető főorvosa, az MTA tagja.

## Családja
Benczúr Gyula festőművész és Karolina Max fia, Benczúr Elza iparművész, Benczúr Olga képző- és iparművész, valamint Benczúr Ida festőművész fivére, Benczúr Béla építész és Gabriel Max festőművész unokaöccse.

## Élete és munkássága
1904-ben Budapesten szerzett orvosi diplomát. 1910-ben Németországban és Franciaországban járt tanulmányúton. Előbb a Korányi-klinika asszisztense, majd 1916-ban egyetemi magántanári, később rendkívüli egyetemi tanári kinevezést kapott fizikális terápia és dietetika tárgyában. 1918-ban megalapította a Németvölgyi úti  tüdőbetegkórházat. 1919-től 1934-ig a Szent Gellért Gyógyfürdő vezető főorvosaként, majd az OTI (Országos Társadalombiztosító Intézet) főorvosaként tevékenykedett.
Gyakran publikált az Egészség című folyóiratban, amelynek balneológiai rovatszerkesztője is volt. Szakcikkei emellett magyar és német folyóiratokban jelentek meg, számtalan könyv társszerzője is volt. Több mint egy évtizeden keresztül tekintélyes részt vállalt a gyógyfürdők személyzetének képzésében.
A Farkasréti temetőben nyugszik.

## Könyvei
- Hydro- és thermotherápia. Orvostanhallgatók és orvosok számára. 1914
- Hazai és külföldi ásványvizek ismertetése. Budapest, 1936
- A fürdés története. Budapest, 1938
- Gyakorlati balneológia és klimatológia. Különös tekintettel a hazai viszonyokra. 1939